# Gia Bình
Gia Bình là một xã thuộc tỉnh Bắc Ninh, Việt Nam.

## Địa lý
Xã Gia Bình có vị trí địa lý:
- Phía đông giáp xã Nhân Thắng
- Phía tây giáp các phường Mão Điền và Trạm Lộ
- Phía nam giáp các xã Lương Tài và Lâm Thao
- Phía bắc giáp các xã Đông Cứu và Đại Lai.

Xã Gia Bình có diện tích 29,98 km², dân số 42.764 người, mật độ dân số đạt 1.426 người/km².

## Lịch sử
Ngày 16 tháng 6 năm 2025, Ủy ban Thường vụ Quốc hội ban hành Nghị quyết số 1658/NQ-UBTVQH15 của UBTVQH về việc sắp xếp các đơn vị hành chính cấp xã của tỉnh Bắc Ninh năm 2025. Theo đó, sắp xếp toàn bộ diện tích tự nhiên, quy mô dân số của thị trấn Gia Bình và các xã Xuân Lai, Quỳnh Phú, Đại Bái thành xã mới có tên gọi là xã Gia Bình.

## Địa chỉ trụ sở các cơ quan
- Trụ sở UBND xã: Số 10, đường Trần Hưng Đạo, xã Gia Bình
- Trung tâm phục vụ hành chính công: Đường Ngô Gia Tự, xã Gia Bình
- Công an xã: Số 144, đường Nguyễn Văn Cừ, xã Gia Bình

## Di tích - Danh thắng
- Đền Phú Ninh ở xã Gia Bình thờ 9 vị tướng thời Đinh là Vũ Hiển, Vũ Hán, Vũ Tố, Lê Phổ, Lê Oanh, Trương Dực, Đặng Hoằng, Trương Nha, Đặng Tạo là các vị tướng quân người Thuận Thành, có công đánh dẹp loạn 12 sứ quân.